# Patrick Day
Patrick Day (Hempstead, 9 agosto 1992 – Chicago, 16 ottobre 2019) è stato un pugile statunitense.

## Biografia
È nato negli Stati Uniti d'America in una famiglia di immigrati haitiani. Era il più giovane di quattro figli.  Suo padre era un medico, mentre sua madre, Lyssa, era una traduttrice presso l'Organizzazione delle Nazioni Unite. Durante la sua carriera professionale nel pugilato, ha conseguito la laurea presso il Nassau Community College e il bachelor's degree presso la Kaplan University.
È stato avviato al pugilato nel 2006 dall'allenatore Joe Higgins. Nel 2012, ha vinto il torneo Golden Gloves dello stato di New York. Il suo record amatoriale era di 75-5, inclusi due campionati nazionali dilettanti. È stato riconosciuto come il pugile numero uno nella divisione amatoriale statunitense nella categoria fino a 152 libbre. Ai Giochi olimpici di Londra 2012 è stato convocato come riserva della squadra olimpica degli Stati Uniti.
Durante la sua carriera ha raggiunto la top 10 nella categoria dei pesi superwelter per IBF e WBC.  Ha anche acquisito il titolo regionale WBC Continental Americas e il titolo IBF Intercontinental.
Ha vinto 17 dei suoi 22 combattimenti professionali, con quattro sconfitte e un pareggio.
È morto il 16 ottobre 2019 per un trauma cerebrale conseguente a un K.O. causato da un pugno di Charles Conwell quattro giorni prima.